# Michael Vrbenský
Michael Vrbenský (* 26. Dezember 1999 in Nymburk) ist ein tschechischer Tennisspieler.

## Karriere
Vrbenský war bereits auf der ITF Junior Tour erfolgreich. 2017 nahm er sowohl im Einzel als auch im Doppel an allen vier Grand-Slam-Turnieren teil.
Mit Jurij Rodionov erreichte bei den French Open das Halbfinale, in Wimbledon sogar das Finale. Dort verloren sie gegen Axel Geller/Hsu Yu-hsiou in zwei Sätzen. Seine beste Platzierung war ein kombinierter 14. Rang.
Auf der Profi-Tour spielte er bereits 2016 sein erstes Turnier. Regelmäßig trat er ab zweiten Hälfte der Saison 2017 auf der drittklassigen ITF Future Tour an. Im Folgejahr konnte er sowohl im Einzel als auch im Doppel seinen ersten Titel dort gewinnen. In Prostějov spielte er 2018 erstmals auf der ATP Challenger Tour. Gemeinsam mit Michal Konečný erhielt er für das Doppelfeld eine Wildcard, scheiterte aber in der ersten Runde. In der Weltrangliste schaffte er in diesem Jahr im Einzel und Doppel den Sprung unter die Top 500. 2019 gewann er bei seinem dritten Auftritt auf der Challenger Tour seinen ersten Doppeltitel. Mit Jonáš Forejtek gewann er in Liberec das Finale gegen die zweitgesetzte Paarung Nikola Čačić/Antonio Šančić. Sie gaben im gesamten Turnier keinen Satz ab. Durch diesen Erfolg verbesserte er sich weiter in der Weltrangliste und erreichte mit dem 297. Rang im Oktober ein neues Karrierehoch. Für den TC Blau-Weiss Berlin spielte er 2019 in der 2. Tennis-Bundesliga.

## Erfolge
| Legende (Anzahl der Siege) |
| Grand Slam                 |
| ATP Finals                 |
| ATP Tour Masters 1000      |
| ATP Tour 500               |
| ATP Tour 250               |
| ATP Challenger Tour (9)    |

### Doppel

#### Turniersiege
| Nr. | Datum              | Turnier     | Belag         | Partner        | Finalgegner                                | Ergebnis          |
| --- | ------------------ | ----------- | ------------- | -------------- | ------------------------------------------ | ----------------- |
| 1.  | 4. August 2019     | Liberec (1) | Sand          | Jonáš Forejtek | Nikola Čačić Antonio Šančić                | 6:4, 6:3          |
| 2.  | 14. August 2021    | Prag        | Sand          | Jonáš Forejtek | Jewgeni Karlowski Jewgeni Tjurnew          | 6:1, 6:4          |
| 3.  | 23. September 2023 | Sibiu       | Sand          | Andrew Paulson | Piotr Matuszewski Kai Wehnelt              | 6:2, 6:2          |
| 4.  | 3. August 2024     | Liberec (2) | Sand          | Jonáš Forejtek | Miloš Karol Tomáš Láník                    | 7:5, 6:75, [10:4] |
| 5.  | 11. Januar 2025    | Nottingham  | Hartplatz (i) | Jonáš Forejtek | Jiří Barnat Filip Duda                     | 7:65, 7:65        |
| 6.  | 17. Mai 2025       | Tunis       | Sand          | Hynek Bartoň   | Siddhant Banthia Aleksandar Donski         | 5:7, 6:4, [10:7]  |
| 7.  | 24. Mai 2025       | Skopje      | Sand          | Andrew Paulson | N. Sriram Balaji Miguel Ángel Reyes Varela | 2:6, 6:4, [10:6]  |
| 8.  | 2. August 2025     | Liberec (3) | Sand          | Andrew Paulson | Jiří Barnat Filip Duda                     | 6:4, 6:1          |
| 9.  | 9. August 2025     | Cordenons   | Sand          | Andrew Paulson | Boris Arias Murkel Dellien                 | 6:4, 6:2          |